# Bent (Film)
Bent ist ein britischer Kinofilm aus dem Jahr 1997 über zwei KZ-Häftlinge, die sich im Konzentrationslager ineinander verlieben und ihre Liebe – trotz der äußeren Umstände – ausleben. Der Film beruht auf dem umstrittenen, Ende der 1970er Jahre von Martin Sherman geschriebenen gleichnamigen Theaterstück.

## Handlung
Der Film befasst sich zunächst mit dem homosexuellen Max (Clive Owen). Er schlägt sich im Berlin der 1930er-Jahre mit dem Handel von Drogen durch das Leben und lässt sich von seinem Freund, dem Tänzer Rudi, aushalten. Während des so genannten Röhmputsches werden beide verhaftet. Auf dem Weg in das Konzentrationslager Dachau tut Max alles, um nicht den „Rosa Winkel“, sondern einen gelben Judenstern zu bekommen. Er geht sogar so weit, dass er auf Befehl des Zugoffiziers seinen Freund umbringt.
Im Lager macht Max die Bekanntschaft von Horst, der den Rosa Winkel stolz trägt. Zwischen der tagtäglichen Schikane verlieben die beiden sich ineinander, obwohl sie sich weder berühren noch miteinander sprechen dürfen.

Eines Tages wird Horst von einem SS-Soldaten erschossen, als er sich weigert, den Befehl, sich in einen Hochspannungszaun zu stürzen, auszuführen. Max kann es nicht verwinden, schon wieder einen Freund und Geliebten verloren zu haben. Bevor er den Befehl ausführt, Horst zu begraben, tauscht er seine Jacke mit dem Judenstern gegen die von seinem toten Geliebten ein und kennzeichnet sich somit selber als Homosexuellen. Nachdem er Horst begraben hat, stürzt sich Max in den Hochspannungszaun.

## Hintergrund
Bei diesem Film handelt es sich um die Verfilmung des Theaterstücks Bent, das im Jahr 1979 Premiere in London feierte. In dem Film wird auf eindringliche Weise zum einen auf die Judenvernichtung im Dritten Reich eingegangen, zum anderen aber auch die Verfolgung von Homosexuellen aufgegriffen. Von den geschätzten 10.000 bis 15.000 im Konzentrationslager auf Basis des § 175 (Strafgesetzbuch) inhaftierten Schwulen sollen etwa 53 % ermordet worden sein. Die Inhaftierten mussten in den Konzentrationslagern einen sogenannten „Rosa Winkel“ (ein rosafarbenes Dreieck) zur Erkennung und Stigmatisierung tragen.

## Rezeption

### Kritiken
Der deutsche Filmdienst urteilte: „Vom Berlin der 1930er-Jahre wird ein Homosexueller nach Dachau deportiert und findet in der Beziehung zu einem Mitgefangenen die Befreiung, die ihn dazu bringt, zu seiner homosexuellen Identität zu stehen. Verfilmung eines weltweit gespielten Theaterstücks, das den Zuschauer durch die gewollte Künstlichkeit der Inszenierung auf Distanz hält. Problematisch wird sie dadurch, daß sie in der Schilderung der Nazi-Schergen in der sado-masochistischen Bilderwelt der Homosexuellen-Szene verhaftet bleibt, während die politische Dimensionen der Zeit extrem verkürzt werden.“
Marie Anderson wertete für kino-zeit.de„So stark stilisiert, wie der Film beginnt, setzt er sich auch in seiner theatralischen Inszenierung fort, die zunehmend den Charakter eines Bühnenstückes annimmt.“ „Von der Darstellung einer geradezu paradiesisch anmutenden Schwulen-Szene im Berlin der frühen 1930er Jahre bis hin zu orgiastischen erotischen Flüstereien im Konzentrationslager Dachau fokussiert Bent auf beklemmende Weise die Aspekte von Sexualität, Liebe und damit auch Widerstand innerhalb der inhumanen, pervertierenden Welt des Nationalsozialismus“
kino.de schrieb: „Im ersten Teil eine Mischung aus Cabaret und Luchino Viscontis Die Verdammten samt einem brillanten Gastauftritt von Mick Jagger, der als Drag Queen die ‚Streets of Berlin‘ besingt und Max zynisch die zwei Seiten des Mitläufer-Bürgers zeigt, wird die Szenerie im KZ (aufgenommen in englischen Industrieanlagen) zum stilisierten und tragikomischen Alptraum, lächerlich und ergreifend wegen des Widerspruchs zwischen den erdachten Liebesszenen und den trostlosen Gestalten hinter Stacheldraht.“

### Auszeichnungen(Auswahl)
Torino International Gay & Lesbian Film Festival 1998
- Best Feature Film

Cannes Film Festival 1997
- Award of the Youth[3]